# Бронедрезины Русской Армии
Бронедрезины Русской Армии — бронированные дрези́ны и бронеавтомобили-дрезины, способные передвигаться по рельсам, Русской императорской армии.

## Введение
Бронедрезины широко применялись многими странами на железных дорогах в первой половине XX века .
Предназначались для разведки, в том числе и в интересах бронепоездов, охранения вдоль железнодорожного пути (в том числе и охранения бронепоездов при ведении ими боевых действий и в районах, где была угроза диверсий против бронепоезда/ов), и для решения других боевых задач (доставка командиров и начальников, посыльных с документами и т. д.).
С началом Первой мировой войны бронированные автодрезины стали создаваться частями железнодорожных войск Русской императорской Армии

## Начало постройки, устройство и некоторые характеристики бронедрезин
В 1915-1916 годах 3 бронедрезины построено в одесских и киевских железнодорожных мастерских двумя ротами 2-й Заамурской железнодорожной бригады — две лёгких в Одессе и одна тяжелая в Киеве.

### Бронедрезины одесской постройки
Лёгкие бронедрезины одесской постройки 4-й роты 1-го Заамурского железнодорожного батальона длиной 3,5 м, шириной 2,2 м и высотой от пола до верха пулеметных башен около 1,4 м, имели две цилиндрические пулеметные башни, каждая с одним пулемётом Максима, расположенные диагонально на корпусе в форме усечённой пирамиды, вверху борта корпуса был выступ — пятник для крепления пулемёта при стрельбе по аэропланам. Автомобильный двигатель мощностью 25 — 30 л. с. с коробкой передач (КПП) с двумя скоростями для переднего и двумя для заднего хода, КПП соединена с ведущей осью роликовой цепью — цепью Галля. Пол дрезины, соединённый с кузовом, расположен ниже осей и соединён с буксами осей через рессоры.

### Бронедрезина киевской постройки
Тяжелая бронедрезина киевской постройки 4-й роты 2-го Заамурского железнодорожного батальона имела четыре конические башни, каждая с одним пулемётом Кольт образца 1895 года, расположенные на куполообразном корпусе (пулемёты на станках, обеспечивавших угол возвышения до 60 градусов для стрельбы по аэропланам). Автомобильный четырёхцилиндровый двигатель марки Лаурин мощностью в 24 л. с. с реверсивной муфтой для переднего хода, КПП с реверсной муфтой, имевшая четыре передачи вперед и четыре назад. Дрезина могла двигаться передним ходом со скоростью 10-40 км/ч и 8-30 км/ч задним. Карданный вал от коробки передач, с коническими зубчатыми муфтами, передавал вращение поперечному валу, на котором по концам насажены две зубчатые муфты, передающие движение через две шарнирные цепи Брайтона ведущей оси. 8-мм бронирование дрезины из судостроительной стали. 4 стальных колеса диаметром 775 мм с распорными муфтами, сдвигом которых дрезина могла переходить на Западно-Европейскую железнодорожную колею. Кроме того, при выходе из строя двигателя или КПП, можно было использовать ручной привод — ворот со складными рукоятками с цепной передачей на зубчатое колесо ведущей оси. Вращение ворота, имевшего две передачи — на 2 и 7 верст в час, требовало усилий четырёх человек. Для транспортировки дрезины в железнодорожных составах она с тягово-сцепным устройством. Снаружи на передних и задних листах корпуса четыре метальника — приспособления для сбрасывания находящихся на рельсах посторонних предметов. Внутреннее освещение дрезины из двух фонарей шахтёрского типа, а внешнее — из трёх буферных фонарей. Экипаж бронедрезины из семи человек — начальника, водителя с помощником и четырёх пулемётчиков.

## Судьба бронедрезин
Судьба трёх построенных 2-й Заамурской бригадой дрезин разная.

### Судьба бронедрезин киевской постройки
Наиболее короткая эксплуатация у бронедрезины киевской постройки. Первые же её боевые выезды показали, что для 9-тонной дрезины 24-сильный двигатель слаб — он часто перегревался и не тянул на подъёмах пути. В декабре 1916 года машину направили в Савелово, где на неё должны были установить более мощный двигатель. 25 сентября 1917 года в докладе запись, что двигатель с дрезиной отправлен в Рыбинск на завод для модернизации. Дальнейшая судьба бронедрезины пока неизвестна, но вероятно, что двигатель на неё не поставили, а её разобрали.

### Судьба бронедрезин одесской постройки
Судьба бронедрезин одесской постройки длиннее. Обе использовали на фронте до лета 1917 года. В начавшейся Гражданской войне одна из них попала в Красную гвардию и действовала под Царицыном до лета 1919 года. Её дальнейший путь и судьба второй дрезины не известны.

## Бронеавтомобили-дрезины
Во время Первой Мировой войны в Русской императорской армии сформирован броневой железнодорожный взвод из пяти броневиков «Руссо-Балт» Братолюбова — Некрасова (тип I). Имелись планы перестановки на железнодорожные колеса всех бронеавтомобилей, не пригодных к действию, в том числе и вне дорог, из-за перегрузки шасси, но из-за проблем в военной промышленности Российской Империи с конца 1916 года, резкого снижения уровня управления в ней и падения производственной дисциплины из-за Февральской и Октябрьской революций, этого не сделали.

### Сноски
1. ↑  Во время Первой мировой войны под бронеавтомобилями-дрезинами обычно понимали бронедрезины, переделанные из бронеавтомобилей, позже понимание этого термина изменилось. Также бронедрезины во время Первой мировой и Гражданской войн могли называться просто дрезинами и т. д., этот вид боевых бронированных железнодорожных автодрезин только зародился и терминология ещё не устоялась
2. ↑  Для этого на них устанавливались железнодорожные колеса и, иногда, другое железнодорожное оборудование - сцепки, буферные фонари и знаки, метельники (путеочистители) и т. д.
3. ↑  В том числе Российской империей, СССР, Австро-Венгрией, Германией, Польшей, Италией и т. д.
4. ↑  Бронедрезины разделялись на лёгкие и тяжелые не по массе, а по вооружению — у лёгких по два пулемёта, у тяжелых — по четыре
5. ↑  В ходе Первой мировой войны закупались в США, всего получено 14 850 7,62-мм пулемётов кольт-браунинг M1895/1914. Смотрите статью Кольт-Браунинг M1895
6. ↑  После февраля-октября 1917 года, когда в России произошли Февральская и Октябрьская революции, была значительная дезорганизация производства и поставок импортных двигателей
7. ↑  В феврале 1918 года преобразована в Красную Армию
8. ↑  И из-за слабости конструкции и ненадёжности